# Chaetopsylla globiceps
Chaetopsylla globiceps är en loppart som först beskrevs av Taschenberg 1880.  Chaetopsylla globiceps ingår i släktet Chaetopsylla och familjen grävlingloppor. Inga underarter finns listade i Catalogue of Life.